# Bronisław Czech
Bronisław Czech (* 25. Juli 1908 in Zakopane, Galizien, Österreich-Ungarn; † 5. Juni 1944 im KZ Auschwitz-Birkenau) war ein polnischer Skisportler, Landschaftsmaler und Widerstandskämpfer. Er nahm dreimal an den Olympischen Winterspielen teil.

## Werdegang
Czech war ein vielseitiger Sportler, der in verschiedenen Skisportdisziplinen polnischer Meister wurde. So gewann er viermal den Meistertitel im Skispringen, dreimal davon im heimischen Zakopane. Sein weitester Sprung bei einer Meisterschaft gelang ihm dabei 1934 von der Wielka Krokiew mit 66,0 Metern. In der Nordischen Kombination wurde er zwischen 1927 und 1937 fünfmal Meister. Auch in der dritten Ski-Nordisch-Disziplin, dem Langlauf, erzielte er über die 18 km-Strecke mit zwei Meistertiteln in den Jahren 1929 und 1933 Erfolge. Zudem war er in der 5 × 10-km-Staffel siebenmal erfolgreich. Darüber hinaus war Czech auch im alpinen Skisport sehr begabt. Er holte sich 1929 und 1937 den Meistertitel in der Abfahrt. In den Jahren 1936 und 1937 dominierte er die polnischen Skisportler, als er zusätzlich zweimal polnischer Meister im Slalom und in der Alpinen Kombination wurde.
Czech nahm zwischen 1927 und 1939 an elf Weltmeisterschaften im Wintersport teil. Sein bestes Einzelresultat bei Nordischen Skiweltmeisterschaften erzielte er 1929 in seiner Heimatstadt. Er wurde Vierter in der Nordischen Kombination und Zehnter im Skispringen. Im Staffellauf über 4 × 10 km wurde er 1934 im schwedischen Sollefteå gemeinsam mit Stanisław Karpiel, Andrzej Marusarz und Stanisław Marusarz Fünfter. Sein bestes Ergebnis bei Alpinen Skiweltmeisterschaften gelang ihm 1936 in Innsbruck mit einem 13. Platz in der Abfahrt.
Czech nahm für sein Heimatland dreimal an Olympischen Winterspielen teil: 1928, 1932 und 1936. Außer 1936 in Garmisch-Partenkirchen, als er Rang 20 in der Alpinen Kombination belegte, trat Czech nur bei Nordischen Disziplinen an. 1932 erzielte er in Lake Placid mit dem siebten Platz in der Nordischen Kombination (2 Sprünge, 18 km Langlauf) sein bestes Resultat bei Olympischen Winterspielen. Auch im Skispringen war der zwölfte Platz 1932 sein bestes olympisches Ergebnis.
Neben seiner Tätigkeit als aktiver Wintersportler war Czech auch Bergsteiger, Bergretter, Skilehrer und Pilot. Er leitete eine Skischule und schrieb 1934 das Lehrbuch „Skilauf- und Skisprungstil“.
Nach dem deutschen Überfall auf Polen 1939 schloss sich Czech einer Widerstandsgruppe an und schmuggelte Menschen und wichtige Dokumente über das Tatragebirge nach Ungarn. Sein ehemaliger österreichischer Trainer verriet ihn, sodass er während des Zweiten Weltkriegs als Mitglied der polnischen Heimatarmee inhaftiert, im Hotel Palace gefoltert und als einer der ersten Häftlinge (Häftlingsnummer 349) in das KZ Auschwitz deportiert wurde. Im Lager Auschwitz I starb er im Juni 1944 im Alter von 35 Jahren.

## Olympische Platzierungen

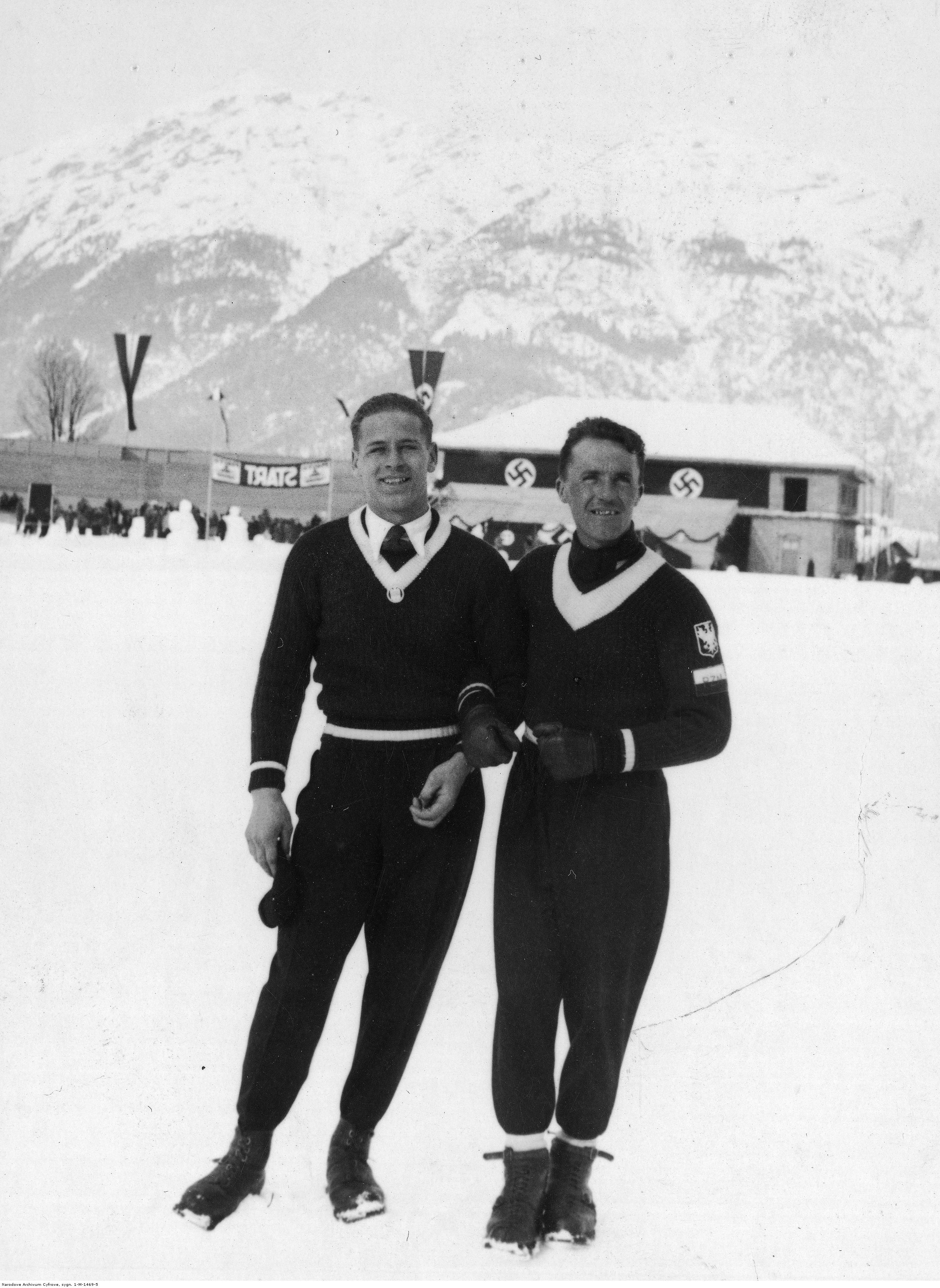
Czech mit Stanisław Marusarz in Garmisch

- 1928 in St. Moritz[5]

Spezialsprunglauf 37.
Nordische Kombination 10.
- 1932 in Lake Placid

Spezialsprunglauf 12.
Skilanglauf 18 km 18.
Nordische Kombination 7.
- 1936 in Garmisch-Partenkirchen

Spezialsprunglauf 33.
Skilanglauf 18 km 33.
Nordische Kombination 16.
Alpine Kombination 20.
Skilanglauf 4 × 10 km 7.

## Sonstiges
Von 1946 bis 1994 wurde in Zakopane jährlich ein Czech-Marusarzówna-Memorial-Skiwettbewerb zu Ehren von Czech und Helena Marusarzówna veranstaltet. Dabei wurden Wettkämpfe in der Nordischen Kombination, im Skispringen, im Langlauf sowie in der Alpinen Kombination ausgetragen.
Im Jahr 2008 wurde die Normalschanze der Kategorie K 85 im Średnia-Krokiew-Skisprungkomplex in Zakopane nach Czech benannt und darüber hinaus eine Gedenktafel aufgestellt.
Czech war als Landschaftsmaler der Tatra künstlerisch aktiv. Seine Arbeiten befinden sich im Panstwowego Muzeum in Auschwitz.